# Leis von Laimburg

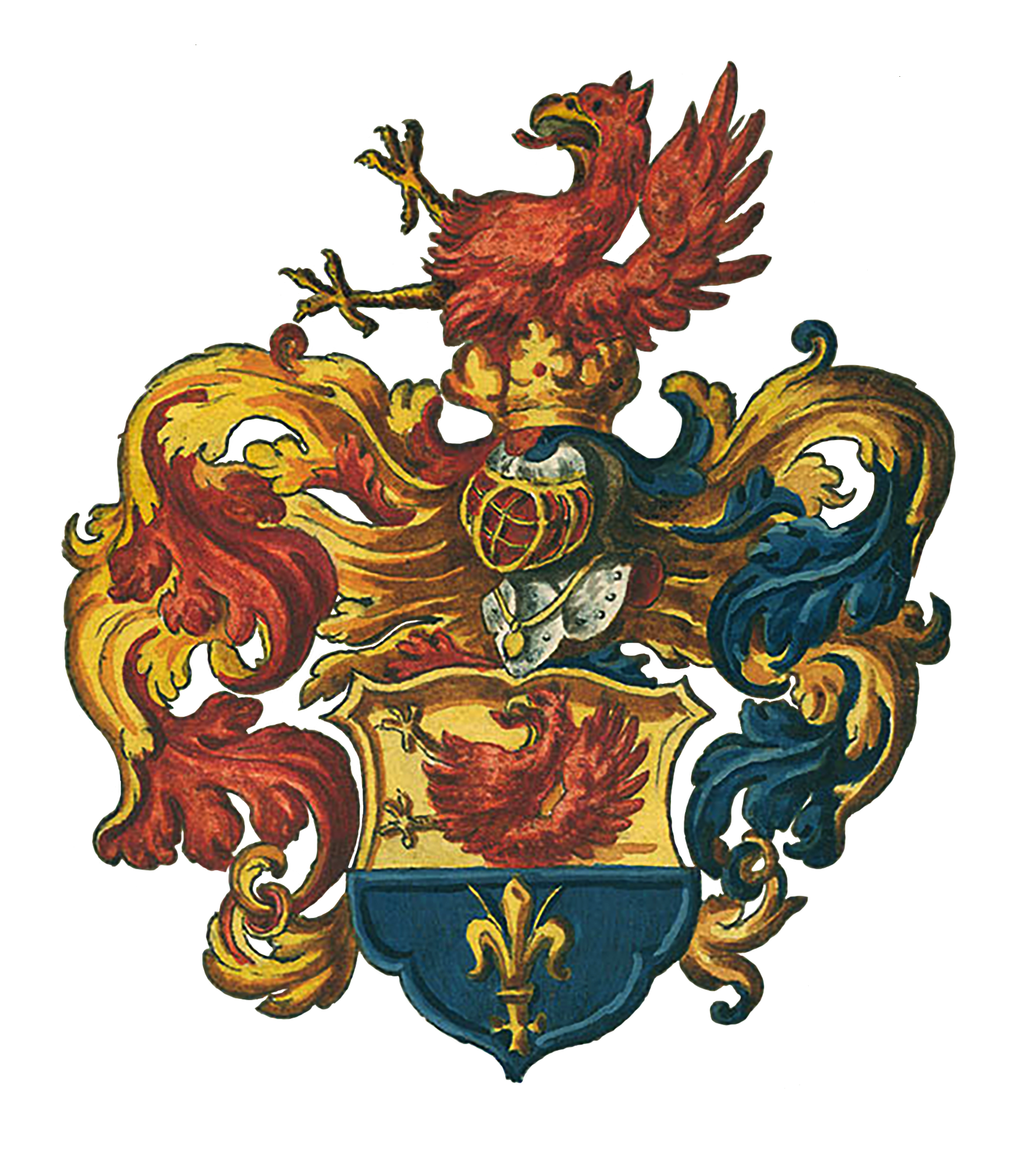
Wappen der Leis von Laimburg (1591)

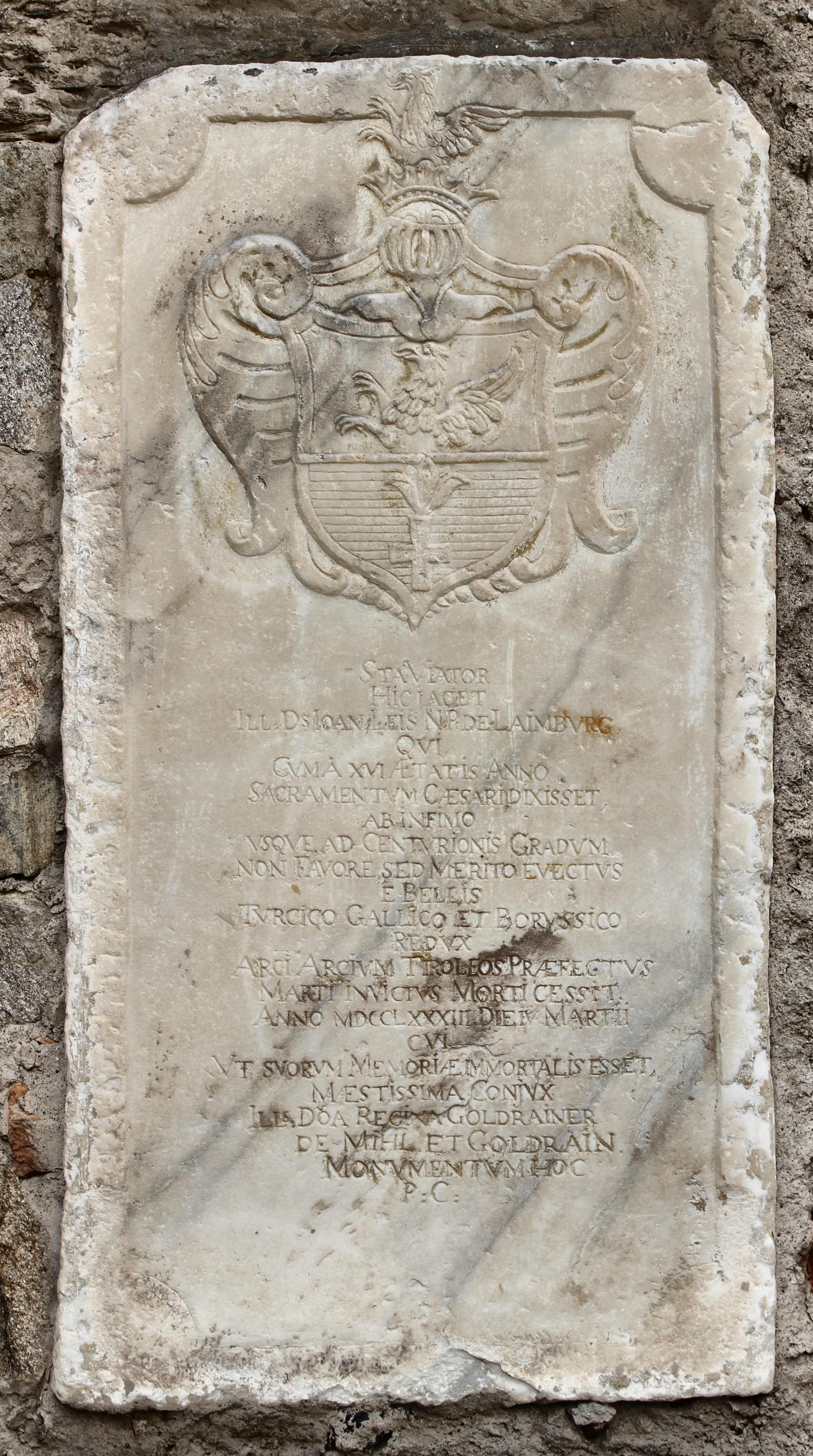
Grabstein von Johann Leis von Laimburg am Pfarrwidum von Tirol

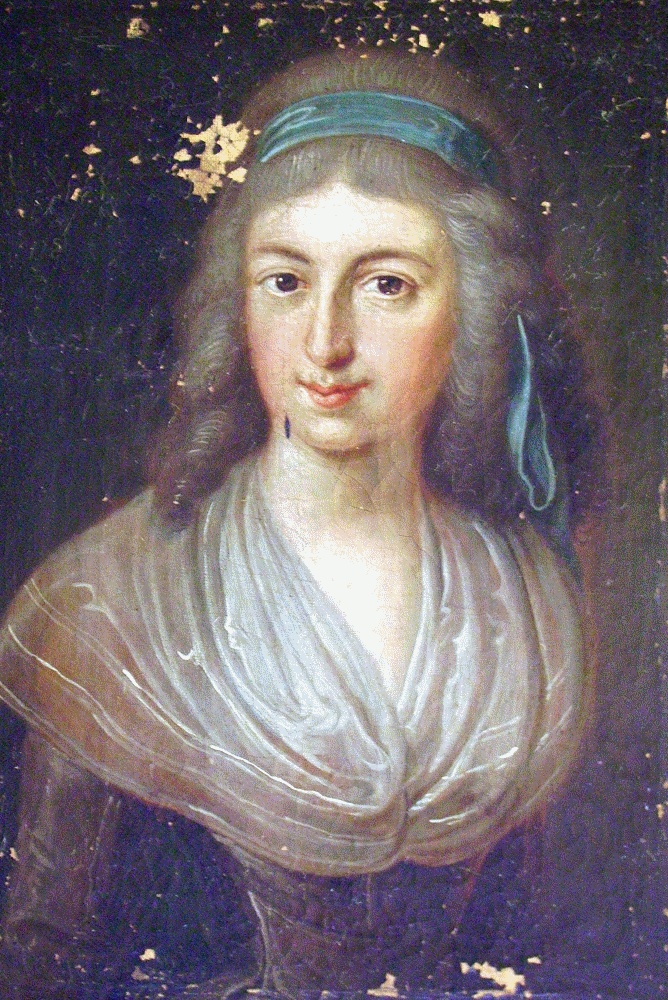
Marianne geb. Leis von Laimburg (1759–1827), Öl auf Leinwand

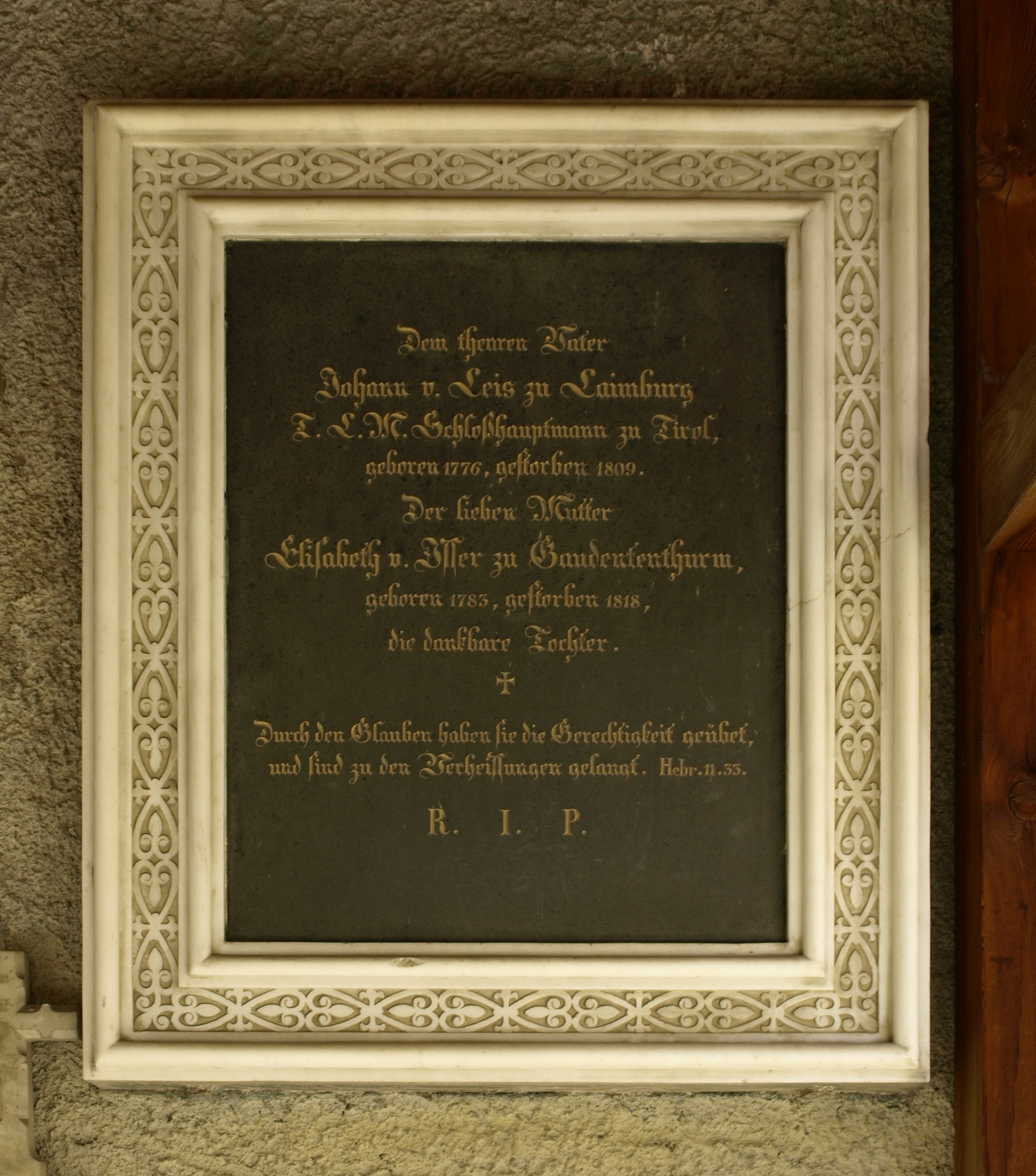
Grabgedenkstein für Johann von Leis zu Laimburg (1776–1809) auf dem Friedhof von Partschins

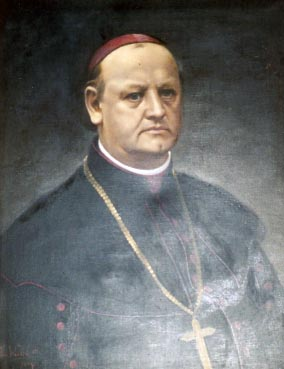
Johann von Leiß (1821–1884)

Leis von Laimburg (auch Leiss, Leiß, Leyss von Leimburg) ist der Name eines Briefadelsgeschlecht aus der südlichen Gefürsteten Grafschaft Tirol. Es ist zu unterscheiden von dem ebenfalls aus Tirol stammenden Briefadelsgeschlecht Leys von Paschbach, zu dem möglicherweise eine Stamm- und Wappenverwandtschaft besteht.

## Geschichte
Die Leis sind ein altes tirolerisches Geschlecht, das ursprünglich aus dem Oberinntal stammte und dort in Prutz 1406 erstmals urkundlich erwähnt wird. Stephan von Mayrhofens Genealogischen Tafeln zufolge erscheint 1422 Bartholomäus Leiß in Prutz als Anwalt sowie 1427 ein Hans Leiss mit seiner Familie als freier Bürger. Wohl Anfang des 16. Jahrhunderts zog die in landesfürstliche Diensten getretene Beamtenfamilie in das Überetsch, wo sie sich in die Linien Kaltern, später Leis(s) von Laimburg und Eppan, später Leys von Paschbach, spaltete.
In Kaltern waren Angehörige der Leis über Jahrhunderte als Gastwirte, Pfleger, Notare, Anwälte, Richter und Bürgermeister tätig. Bereits am 4. November 1501 erhielt Hans Leis von Kaiser Maximilian I. einen Wappenbrief. Am 16. Januar 1591 wurde dem Amtmann von Kaltern Hans Leis vom Tiroler Landesfürsten Erzherzog Ferdinand II. der Adel verliehen. Darauf erlangten 1624 seine Söhne, der kaiserliche Hofbuchhalter Paul und Wilhelm, Michael sowie deren Vetter Hans Christoph, Hans Kaspar, Georg Hans und Paul Leis eine Adelskonfirmation bzw. die Bestätigung des ihren Vetter und Vaters Hans Leis verliehenen Adels, sowie das Prädikat "von Laimburg". Letzteres bezog auf den ehemaligen Gerichtssitz Laimburg in Pfatten. Hans Christoph Leis fungierte von 1612 bis 1632 als Pflegeverwalter von Kaltern und Leimburg. 1615 promovierte er zum Doktor der Rechte. Des Weiteren besaß er Grund am Kalterer See, darunter den Hof Pelegrin. 1684 wurde die Familie unter die Landstände Tirols aufgenommen.
Eva Leis heiratete in Kaltern Johann Baptist Sepp, aus der ebenfalls geadelten Familie Sepp von Seppenburg. Aus der Ehe ging u. a. der Jesuit und Missionar Anton Sepp von Seppenburg (1655–1733) hervor. 1699 bekleidete Marx Ludwig Leis von Leimburg das Amt des Richter von Kaltern und Leimburg. Marianne Leis von Laimburg (1759–1827) war die Frau des k. k. Richters und tirolerischen Landesverteidigers Anton Albert von Schullern zu Schrattenhofen (1762–1815). Dem Schriftsteller Heinrich von Schullern zufolge stammen alle späteren Sprosse des Geschlechts von dem Richter in Matrei Johann Michael Leis († 1711) ab. Johann von Leiß zu Laimburg (1821–1884) trat in den geistlichen Stand und wurde Stadtpfarrer und Dekan von Innsbruck, Bischof von Brixen, Ehrendoktor der Theologie der Universität Innsbruck, sowie Mitglied des österreichischen Reichsrates und des Tiroler Landtages.

## Wappen
Blasonierung des Wappens von 1591: Von Gold und Blau geteilt. Oben ein roter Greif wachsend, unten eine goldene Lilie über einem goldenen Kreuz. Auf dem gekrönten Helm mit blau-goldenen Helmdecken der rote Greif wachsend.

## Genealogie (Auswahl)

### I. Linie
1. Hans Leis († 1593), Amtmann in Kaltern, ⚭ Susanna Goreth zu Seeburg (* Brixen; † um 1603)
  1. Maria Leis, ⚭ 4. Juni 1601 Abraham An der Lan
  2. Georg Leis († vor 1616), 1612 Pflegeverwalter in Kaltern, ⚭ 1.) 1602 Margaretha Preyer, ⚭ 2.) 1605 Katharina In der Maur
    1. Hans Kaspar Leis (* 1606)
    2. Susanna Leis, ⚭ 1.) Wolfgang Söll Ratsschreiber in Kitzbühel, ⚭ 2.) Hans Metzger

  3. Hans Christoph Leis († um 1641), Pflegeverwalter in Kaltern und Leimburg, ⚭ 1.) Helena Rosina von Goldegg, ⚭ 2.) Johanna Elisabeth Noder 
    1. Johann Leis († 1669), ⚭ Brigitta Rosenberg zu Rosenstein 
      1. Johann Nikolaus Leis (* 1654; † 4. März 1723), Landmann, Waldinspektor an der Etsch, ⚭ 25. Februar 1675 Helena Pach von Hansenheim

    2. Johann Dominik Leis
    3. Johanna Katharina Leis († 1675), ⚭ 3. April 1660 Christoph Karl Runtscheiner genannt Reich von Platz

  4. Hans Jakob Leis, ⚭ 16. Juni 1609 Margaretha Hohenhauser
  5. Anna Leis, ⚭ 1606 Christian Vitschger
  6. Rosina Leis (* 2. Juni 1592), ⚭ 1614 Hans Georg Fontana, Pflegeverwalter[6]

### II. Linie
1. Christina Leis († 1611), ⚭ Hans Sagmeister
2. Georg Leis († vor 1590), ⚭ 1606 Helena Untersteiner 
  1. Kaspar Leis, Notar in Kaltern, ⚭ 1608 Maria Iundt (* München)
    1. Helena Leis († um 1630), ⚭ Adam Renner in Trient

  2. Wilhelm Leis († vor 1641), Spitalprokurator und Gerichtsanwalt in Kaltern, ⚭ 1.) 22. November 1592 Regina Preyer, ⚭ 2.) 1613 Johanna Elisabeth Mayerhofen zu Koburg und Anger
    1. Paul Leis († 1632), Amtmann des Grafen Tunscher, ⚭ 1629 Regina von Mayerhofen 
      1. Eva Leis, ⚭ 28. Januar 1646 Johann Baptist Sepp von Seppenburg

  3. Michael Leis, Gastwirt, Gerichtsanwalt und Bürgermeister von Kaltern († 1656), ⚭ 1.) 1612 Katharina Pichler (* Sterzing), ⚭ 2.) 9. Mai 1650 Margaretha Wirt 
    1. Johann Leis († vor 1660), ⚭ 1639 Rosina Greif 
      1. Friedrich Leis (* 24. Mai 1634; † 25. Februar 1669), ⚭ Petronella Moosburger
      2. Walburga Leis, ⚭ 1668 Hans von Turigo
      3. Jakob Leis († 1666)
      4. Maria Leis, Balthasar Bernhard

    2. Margaretha Leis, ⚭ 1632 Virgil von Tavon
    3. Eva Leis, ⚭ 1630 Georg Andergassen

  4. Paul Leis († in Wien), 1608 Kanzlist in Prag, kaiserlicher Hofbuchhalter in Wien
  5. Regina Leis († 1630), ⚭ 1.) 7. Mai 1596 Kaspar von Tavon, ⚭ 2.) Augustin Renner
  6. Anna Leis, ⚭ 1610 Christoph von Zill[7]

### III. Linie
1. Paul Leis († vor 1592), 1586 Gastwirt im Goldenen Adler, 1587 Richter in Niederlana, Notar in Kaltern, ⚭ Maria Muerpeckh
  1. Marx Leis († 1615), Handelsmann in Kaltern, ⚭ Susanna Greif 
    1. Paul Leis († 1647), Schreiber des Freiherren von Hendl, Gerichtsschreiber, Notar und Handelsmann in Kaltern, ⚭ 1.) 14. Mai 1636 Elisabeth Schiferl, 2.) ⚭ Anna Tobin
      1. Marx Leis († 22. November 1705), Richter in Kaltern
        1. Johann Leis († 1684)
        2. Johann Joachim Leis, Franziskanermönch
        3. Sigmund Leis (* 1683; † 1758), Pfarrer
        4. Joseph Anton Leis (* 1675; † 1734), Gerichtsschreiber in Kaltern, ⚭ Genovefa Leis von Laimburg 
          1. Maria Franziska Leis, ⚭ Christoph Valentin Unterrichter
          2. Genovefa Leis, ⚭ 1731 Johann Georg Bernhard
          3. Anna Maria Leis, ⚭ 1728 Joseph Kuen

        5. Anna Margaretha Leis, ⚭ Maximilian Orth von Orthenburg, Richter in Kuratsch
        6. Maria Katharina Leis, Ordensschwester
        7. Maria Ottilia Leis, Joseph Tanvini von Moleto
2. Marx Leis, ⚭ 1.) Maria von Tavon, ⚭ 2.) 21. Januar 1585 Susanna Schweigl 
  1. Christina, ⚭ Hans Stocker
  2. Georg Leis, ⚭ 1604 Maria Marlet 
    1. Susanna Leis, 1635 ⚭ Ernst Georg Mayr
    2. Marx Leis, ⚭ 1637 Ursula Griebler

  3. Hans Leis († 1632), Gastwirt in der Weißen Rose, ⚭ 1.) 1615 Christina Bernhard, ⚭ 2.) Helena Erhart genannt An der Lan 
    1. Barbara Leis, ⚭ Georg Häßl
    2. Marx Leis († 31. Januar 1662)
    3. Michael Leis (* 3. März 1628; † 29. Mai 1680) Anwalt, Richter und Bürgermeister von Kaltern, ⚭ Anna Maria Egger
      1. Elias Leis, ⚭ 2. Oktober 1688 Anna Maria Ruedl von Rosenfeld
      2. Johann Michael Leis († 1711), Richter in Matrei, ⚭ 12. Juli 1685 Maria Sabina Freiin von Manikor[8]

  4. Ursula Leis, ⚭ Georg Waid
  5. Agnes Leis, ⚭ 1613 Balthasar Mayr
  6. Anna Leis, ⚭ 1613 Marin Gall[9]

### IV. Linie
1. Matheis Leis († um 1586), Kirchenprobst in Kaltern
  1. Jakob Leis, Kirchenprobst in Kaltern, ⚭ 1.) Susanna Wett, ⚭ 2.) Katharina Erhart 
    1. Eva Leis, ⚭ Heinrich von Tavon
    2. Margaretha Leis (* 12. November 1589)
    3. Matthäus Leis, ⚭ Magdalena Morandel
      1. Jakob Leis, ⚭ 1647 Maria Peterlin
      2. Eva Leis, ⚭ Virgil von Tavon

  2. Katharina Leis, ⚭ 10. Januar 1581 Romed Froidt[10]